# Charlot panettiere
Charlot panettiere (Dough and Dynamite) è un cortometraggio del 1914 diretto e interpretato da Charlie Chaplin. Prodotto dalla Keystone Pictures Studio, il film è particolarmente elaborato e, a detta di Chaplin, richiese nove giorni di lavorazione e 1.800 dollari di budget (800 in più di quello assegnato), tanto che il produttore Mack Sennett trattenne a Chaplin i 25 dollari di compenso per la regia; il film fu però uno dei maggiori successi della Keystone, incassando oltre 130.000 dollari nel primo anno di distribuzione. Fu completato il 18 settembre 1914 e distribuito negli Stati Uniti dalla Mutual Film il 26 ottobre. In italiano è stato trasmesso in TV col titolo Charlot garzone di fornaio, mentre in inglese è noto anche come The Cook, The Doughnut Designers e The New Cook.

## Trama
Pierre è il tuttofare di un ristorante/panificio che combina guai qualunque cosa faccia, che si tratti di servire ai tavoli, aiutare i fornai o lavare i piatti, facendo disperare il ristoratore Monsieur La Vie. Un giorno i fornai decidono di scioperare dopo essersi visti negare un aumento di stipendio e una diminuzione del lavoro, così Pierre e il suo collega Jacques vengono mandati nel seminterrato che funge da panificio per sostituire gli scioperanti. Pur con qualche difficoltà causata anche dalle loro liti, i due riescono a proseguire il nuovo lavoro e ricevono anche la visita di due belle cameriere.
Nel frattempo, gli scioperanti mettono in atto un piano per sabotare il locale: acquistano una pagnotta e vi inseriscono un candelotto di dinamite, poi mandano una bambina a restituirla lamentandosi che sia poco cotta. Madame La Vie (che si occupa della cassa), accorgendosi del peso della pagnotta e pensando sia derivato proprio dalla cottura insufficiente, la riporta nel panificio, dove Pierre la rimette subito a cuocere nel forno. Monsieur La Vie, al ritorno della moglie, vede che quest'ultima ha il sedere sporco di farina e crede che la donna l'abbia tradito con Pierre, così scatena una rissa che si interrompe solo quando la dinamite nel forno fa saltare in aria il panificio.

## Distribuzione

### Data di uscita
Le date di uscita internazionali sono state:
- 26 ottobre 1914 negli Stati Uniti
- 21 agosto 1916 in Italia
- 18 luglio in Norvegia
- 11 agosto in Danimarca (Chaplin som Skruebrækker)
- 7 settembre in Spagna (Charlot panadero)